# Kong Xiaoyin
Kong Xiaoyin (chino simplificado= 孔肖吟, pinyin= Kǒng Xiàoyín) conocida artísticamente como Bee, es una cantante, bailarina y actriz china.

## Carrera
Es miembro de la agencia Shanghai Siba Culture Media Ltd.
Antes de entrar a SNH48, trabajó como modelo.

### Televisión
En octubre del 2020 se unió al elenco invitado de la serie The Blooms at Ruyi Pavilion donde dio vida a Qin Liu, la jefa del pabellón Zui Chun, quien trabaja para Zhang Yaocheng (Lu Xingyu).

### Música
El 14 de octubre del 2012 durante una conferencia de prensa se anunció que Xiaoyin era una de las miembros de la primera generación del grupo SNH48. El 17 de abril de 2013 comenzó a promocionar con Team Unknown y luegoel 11 de noviembre del mismo año fue transferida al Equipo SII. El 8 de octubre de 2020, se graduó oficialmente de SNH4.
Desde el 19 de marzo del 2017 forma parte del grupo "7Senses", la primera subunidad y primera unidad global del grupo chino SNH48, junto a Xu Jiaqi (Kiki), Zhao Yue (Akira), Dai Meng (Diamond), Xu-Yang Yuzhuo (Eliwa), Chen Lin (Lynn) y Zhang Yuge (Tako). Cuando está con el grupo promociona bajo el nombre de "Bee". El 8 de octubre de 2020, renovó su contrato como integrante del grupo bajo el sello Shanghai Siba Culture Media Ltd.

## Filmografía

### Series de televisión
| Año  | Título                               | Personaje | Notas |
| ---- | ------------------------------------ | --------- | ----- |
| 2020 | The Blooms at Ruyi Pavilion          | Qin Liu   |       |
| 2013 | Meng Xiang Yu Bei Sheng (梦想预备生) | -         |       |

### Películas
| Año  | Título           | Personaje | Notas |
| ---- | ---------------- | --------- | ----- |
| 2019 | Night Butteflies | -         |       |

### Programas de variedades
| Año  | Título                      | Notas |
| ---- | --------------------------- | ----- |
| 2020 | We Are Blazing (炙热的我们) |       |

## Discografía

### Bandas sonoras
| Año  | Intérprete   | Canción | Álbum                                     | Notas |
| ---- | ------------ | ------- | ----------------------------------------- | ----- |
| 2020 | Kong Xiaoyin | "祈愿"  | OST Pt.5 de "The Blooms at Ruyi Pavilion" |       |

### SNH48

#### Unidades

##### Interpretaciones con unidades de SNH48
| Evento                                                | Canción Interpretada        | Notas                                                    |
| ----------------------------------------------------- | --------------------------- | -------------------------------------------------------- |
| Team SII 2nd Stage "Nagai Hikari"                     | Heart Gata Virus (心型病毒) | junto a Xu Jiaqi y Xu Chenchen                           |
| Team SII 5th Stage "Yume wo Shinaseru Wake ni Ikanai" | Confession (不曾后悔)       | junto a Dai Meng, Yuan Yuzhen y Xu Chenchen              |
| Team SII 6th Stage "Journey of the Heart"             | Horizon (地平线)            | junto a Xu Jiaqi, Wu Zhehan, Qian Beiting y Shen Zhiling |

##### Conciertos en unidades
| Fecha               | Evento                              | Canción(es) Interpretada(s)      | Notas                       |
| ------------------- | ----------------------------------- | -------------------------------- | --------------------------- |
| 28 de julio de 2018 | 5th General Election Concert        | 夜行的黑猫                       | junto a Xu Jiaqi y Lu Ting  |
| 25 de julio de 2015 | 2nd General Election Concert        | Dakishimeraretara (如果你拥抱我) | junto a Xu Jiaqi y Dai Meng |
| 26 de julio de 2014 | SNH48 Sousenkyo Concert in Shanghai | Dakishimeraretara (如果你拥抱我) | junto a Xu Jiaqi y Dai Meng |